# Chrysophyllum ovale
Chrysophyllum ovale – gatunek drzew należących do rodziny sączyńcowatych. Jest gatunkiem występującym w zachodniej części strefy równikowej Ameryki Południowej.